# Bitwa pod Podkamieniem

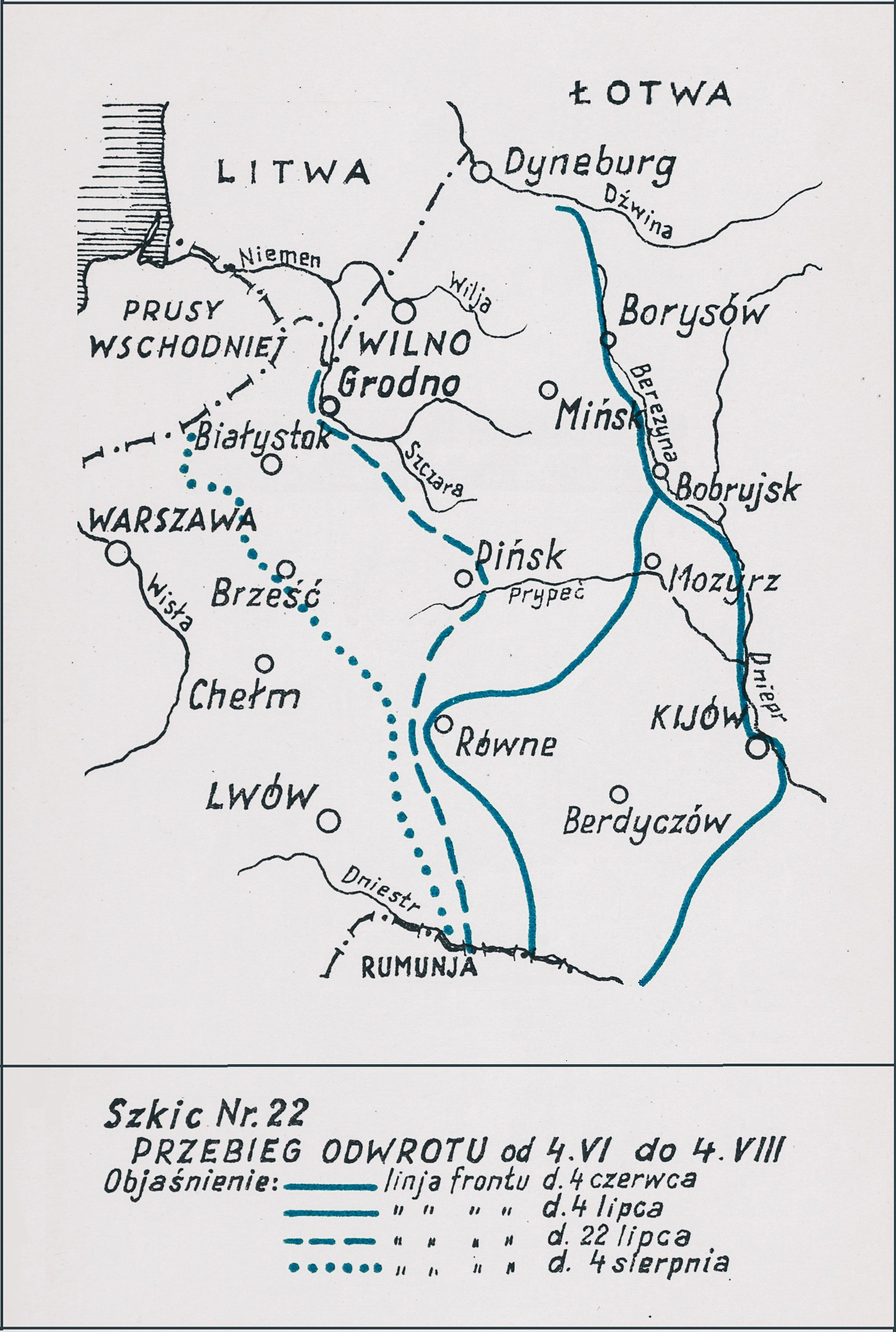
Adam Przybylski,
Wojna Polska 1918–1921

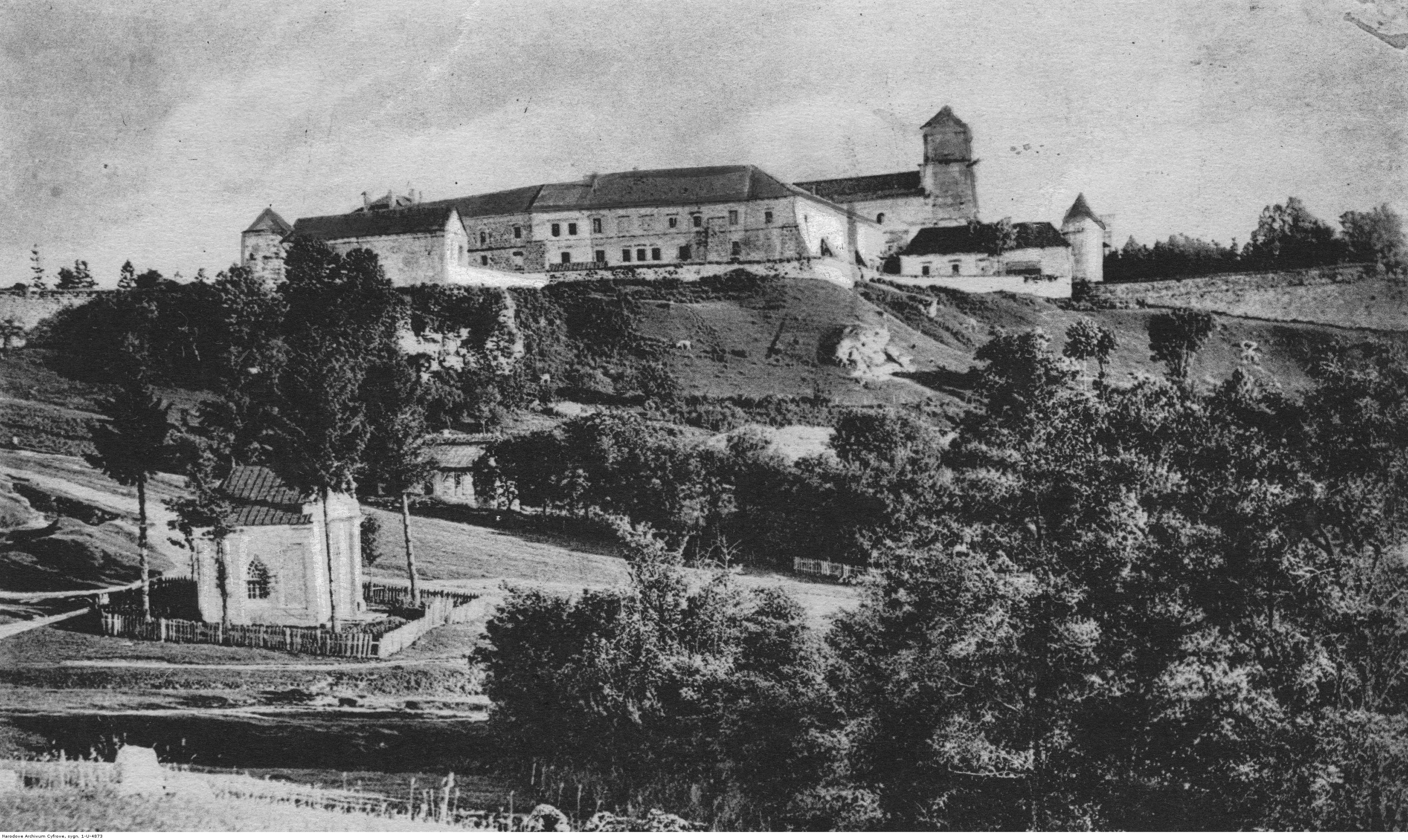
Klasztor Ojców Dominikanów w Podkamieniu

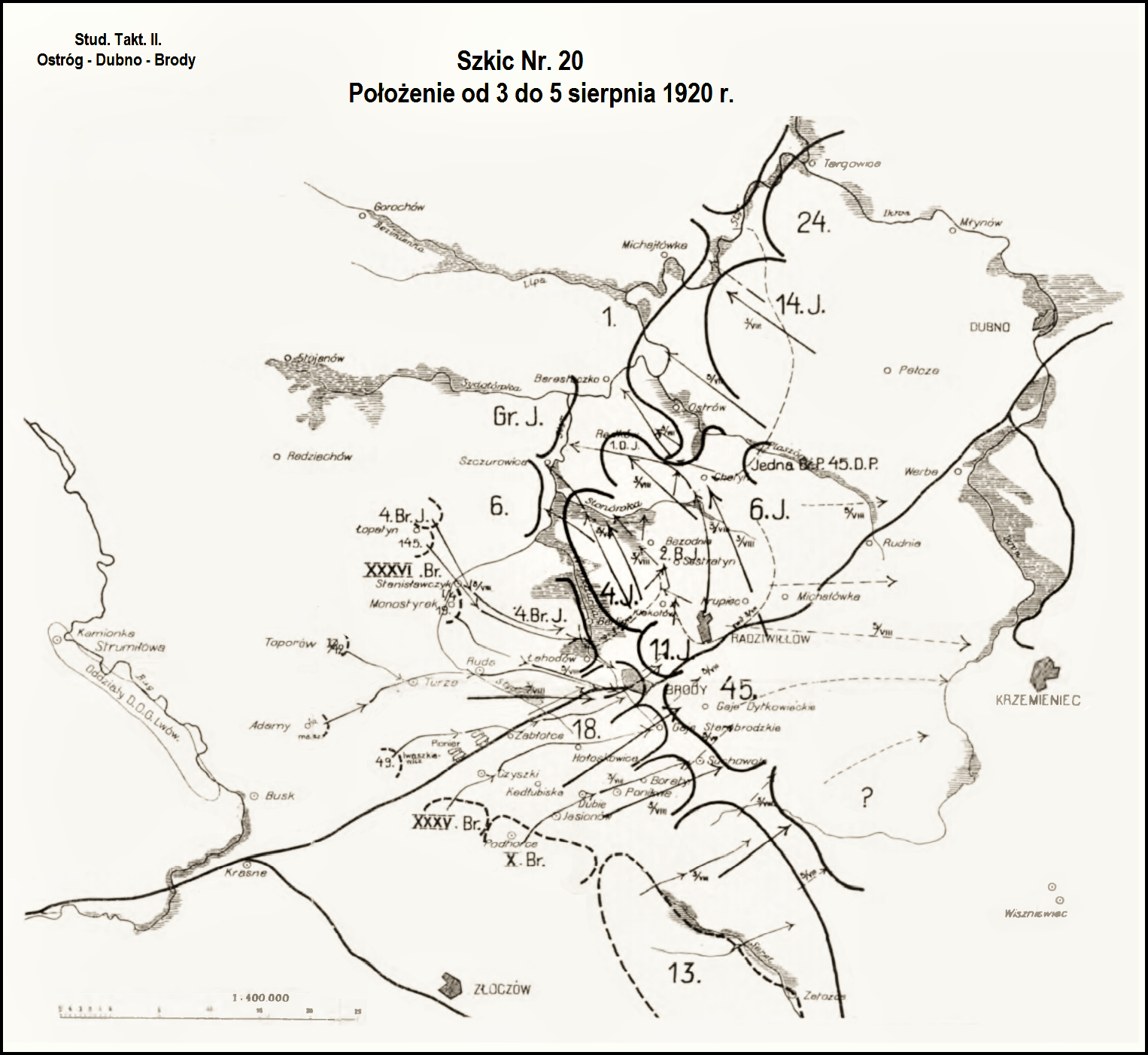
Franciszek Arciszewski, Ostróg – Dubno – Brody. Walki 18 Dywizji Piechoty z konną armją Budiennego

Bitwa pod Podkamieniem – część bitwy pod Brodami i Beresteczkiem. Walki polskiego 44 pułku piechoty Strzelców Kresowych  ppłk. Antoniego Szyllinga  z brygadą sowieckiej 45 Dywizji Strzelców Iony Jakira w okresie ofensywy Frontu Południowo-Zachodniego w czasie wojny polsko-bolszewickiej.

## Geneza
26 maja na Ukrainie wojska sowieckiego Frontu Południowo-Zachodniego przeszły do ofensywy, a już 5 czerwca trzy dywizje sowieckiej 1 Armii Konnej Siemiona Budionnego przełamały trwale polski front pod Samhorodkiem na odcinku obrony grupy gen. Jana Sawickiego. 10 czerwca odwrót spod Kijowa w kierunku na Korosteń rozpoczęła polska 3 Armia gen. Edwarda Rydza-Śmigłego, 16 czerwca dotarła do Uszy, a 22 czerwca większość sił posiadała już na linii Uborci. W ostatnich dniach czerwca poszczególne związki operacyjne Frontu Ukraińskiego, dowodzonego już przez gen. Edwarda Rydza-Śmigłego, ugrupowane były w następujący sposób: Armia Ukraińska gen. Omelianowicza-Pawlenki broniła się nad Dniestrem, w kierunku granicy z Rumunią, 6 Armia gen. Wacława Iwaszkiewicza-Rudoszańskiego zajmowała odcinek frontu Dniestr–Chmielnik–Lubar, nowo sformowana 2 Armia gen. Kazimierza Raszewskiego znajdowała się na linii rzek Słucz i Horyń, a 3 Armia gen. Edwarda Rydza-Śmigłego rozlokowana była nad Uborcią. 27 czerwca 1 Armia Konna przełamała polską obronę na Słuczy na południe od Zwiahla. Kawaleria Budionnego wdarła się w lukę między lewym skrzydłem 6 Armii, a grupą gen. Leona Berbeckiego z 2 Armii. Szeroko stosując działania manewrowe, już 3 lipca Kozacy Budionnego sforsowali Horyń i uderzyli na Równe. Bitwa zakończyła się porażką 2 Armii gen. Kazimierza Raszewskiego.
9 lipca Naczelne Dowództwo WP wydało dyrektywę operacyjną do kontrofensywy. Wyznaczała ona rubież ostatecznego odwrotu wojsk polskich walczących na Ukrainie. Wojska Frontu Południowo-Wschodniego miały przyjąć następujące ugrupowanie: 2 Armia miała zająć rejon Łuck–Rożyszcze, a 3 Armia rejon Kołki–Rafałówka. 6 Armia miała osłaniać linię Zbrucza, a siły główne utrzymywać w rejonie Brody–Zbaraż. Jako cel ostateczny działań określono: „Ostateczne rozbicie armii konnej Budionnego.
Szczególne zadanie, jak na ten rodzaj wojsk, przypadło 18 Dywizji Piechoty gen. Franciszka Krajowskiego. Miała ona doścignąć jazdę Budionnego i związać ją walką.
Realizując zadanie, już 13 lipca 18 DP zajęła Dubno. Celem zamknięcia luki między polskimi armiami i dla odciążenia 18 DP z kierunku północnego uderzyła też 6 Dywizja Piechoty i dwie brygady jazdy z 2 Armii. Wobec twardej obrony Sowietów i braku współdziałania, nie uzyskały jednak powodzenia. Generał Krajowski podjął próbę samodzielnego powstrzymania Budionnego. Inicjatywę przejął jednak przeciwnik i 17 lipca w rejonie Dubna zaatakował oddziały18 DP. Walcząca w odosobnieniu dywizja ponosiła duże straty. Pod Chorupaniem Sowieci przeprowadzili decydujące natarcie, a 18 DP musiała wycofać się w kierunku na Radziwiłłów.
W tej fazie działań Budionny uznał 18 Dywizję Piechoty za swojego głównego przeciwnika i dążył do jej zniszczenia. 25 lipca w boju od Iwaszczukami rozbita została XXXV Brygada Piechoty, ale XXXVI Brygada walczyła nadal skutecznie pod Brodami i blokowała 1 Armię Konną w jej marszu na Lwów.

## Walki pod Podkamieniem
W czasie bitwy pod Beresteczkiem i Brodami 44 pułk piechoty Strzelców Kresowych ppłk. Antoniego Szyllinga został wydzielony ze składu 13 Dywizji Piechoty i skierowany do dyspozycji dowódcy 18 Dywizji Piechoty gen. Franciszka Krajowskiego. Jego podstawowym zadaniem było wyrównanie linii obronnych 13 Dywizji Piechoty i odciążenie oddziałów 18 DP walczących pod Brodami.
3 lipca 44 pułk piechoty, wzmocniony dwoma bateriami 13 pułku artylerii polowej, przeszedł do natarcia z rejonu Ponikwy w kierunku na Podkamień. Rejonu Podkamienia broniła sowiecka brygada ze składu 45 Dywizji Strzelców komdywa Iony Jakira. Brygadę wspierały trzy baterie artylerii. W rejonie walk operowały też pododdziały 6 Dywizji Kawalerii konarmii Budionnego. Stanowiący ubezpieczenie III batalion nacierał z Żarkowa przez Litowisko, z zadaniem zniszczenia przeciwnika zgrupowanego przed pozycją wyjściową pułku. Grupa uderzeniowa w składzie I i II batalionu, pod osobistym dowództwem ppłk. Antoniego Szyllinga, nacierała wzdłuż drogi Pieniaki – Podkamień. Po przełamaniu sowieckiej obrony pod Pieniakami i Litowiskiem, obie grupy połączyły się w Maleniskach i rozpoczęły bezpośrednie natarcie na Podkamień. Kozacy Budionnego, wspierani ogniem ciężkich karabinów maszynowych na „taczankach", opóźniali działania polskiego pułku i utrudniali rozwijanie się wspierających piechotę baterii artylerii 13 pap.
Po całodziennych walkach pododdziały polskie opanowały Podkamień. Jego obronę na okres nocy oparto przede wszystkim o umocnienia murów piętnastowiecznego klasztoru dominikańskiego. Przy bramach wjazdowych klasztoru ustawiono posterunki, a baterie artylerii zajęły stanowiska na wałach. Żołnierze polscy, wychowani w dużej części na Trylogii Henryka Sienkiewicza, od razu zauważyli podobieństwo do obrony klasztoru jasnogórskiego podczas szwedzkiego potopu. Wrażenie podniosłości potęgował fakt, iż przeor klasztoru, ojciec Matula, odziany w biały habit chodził po dziedzińcu, po murach, rozmawiał z żołnierzami, starał się zapewnić wszystkim posiłek i otoczyć opieką rannych.
Nocą oddziały sowieckiej 45 Dywizji Strzelców otoczyły klasztor, ale nie zdecydowały się na atak. O świcie 4 lipca I batalion 44 pułku piechoty dokonał wypadu i po krótkiej walce odrzucił przeciwnika spod murów. Po udanym wypadzie, inne pododdziały zorganizowały obronę na wschód od Podkamienia, na linii Palikrowy – Popowce – Nakwasza. Tę rubież pułk utrzymywał do 13 sierpnia, kiedy to otrzymał rozkaz odwrotu.

## Bilans walk
W walkach w rejonie Podkamienia pułk traci 19 zabitych i 17 rannych szeregowych.